# Kurt Behrens
Kurt Edward Behrens (26. november 1884 i Magdeburg - 5. februar 1928 i Berlin) var en tysk udspringer som deltog i OL 1908 i London og 1912 i Stockholm.
Behrens vandt en sølvmedalje i udspring under OL 1908 i London. Han kom på en andenplads i 3-meter vippe-konkurrencen.
Fire år senere vandt han en bronzemedalje i udspring under OL 1912 i Stockholm. Han kom på en tredjeplads i 3-meter vippe-konkurrencen.